# Lomasuchus
Lomasuchus is een geslacht van uitgestorven peirosauride Notosuchia, bekend uit het Laat-Krijt (Santonien) van de provincie Neuquén, westelijk centraal Argentinië. 
Het bevat alleen de typesoort Lomasuchus palpebrosus, benoemd door Zulma Gasparini, Luis Maria Chiappe en Fernandez in 1991. De geslachtsnaam verwijst naar de vindplaats. De soortaanduiding betekent de 'wenkbrauwige'.
Het is alleen bekend van het holotype MOZ 4084 PV dat werd gevonden in de plaats Loma de la Lata in de provincie Neuquén, Patagonië. Het werd oorspronkelijk gerapporteerd als verzameld uit sedimenten van de Rio Colorado-subgroep, Neuquén Group. Later merkten Hugo en Leanza (2001) op dat dit exemplaar eigenlijk werd verzameld uit de onderliggende Portezuelo-formatie van de Rio Neuquén-subgroep, de Neuquén-groep. Meer recent stratigrafisch werk op dit gebied identificeerde die horizon als behorend tot de jongere Plottier-formatie uit het Coniacien van de Rio Neuquén-subgroep. Deze horizon wordt momenteel beschouwd als behorend tot de Bajo de la Carpa-formatie uit het Santonien van de Rio Colorado-subgroep.
Lomasuchus had een diepe, smalle snuit die kenmerkend is voor peirosauriden. De gekartelde tanden waren samengedrukt, hoewel niet in de mate die wordt gezien bij andere verwante geslachten zoals Peirosaurus. Er zijn veel overeenkomsten te zien tussen de morfologie en die van de verwante Uberabasuchus, zoals de smalle snuit en een groef bij het maxilla-premaxilla-contact dat plaats bood aan een vergrote vierde onderkaak. De twee geslachten worden van elkaar onderscheiden op basis van verschillende kenmerken, waaronder de vorm van de oogkassen.
Lomasuchus leent zijn naam aan een onderfamilie van peirosauriden genaamd de Lomasuchinae. Lomasuchinae werd opgericht in 2004 en omvatte Lomasuchus (het typegeslacht), en een stam genaamd Mahajangasuchini, waaronder Mahajangasuchus en Uberabasuchus. Mahajangasuchus wordt nu buiten Peirosauridae geplaatst in de andere familie Mahajangasuchidae.